# Like Dreamers Do
Like Dreamers Do è un brano musicale composto da Paul McCartney nel 1957.

## Il brano
Il brano entrò nella setlist dei Quarrymen a partire dal 1958. Quando cambiarono nome in Beatles e crebbe la loro popolarità a Liverpool, il pezzo fu il primo originale ad essere suonato al Cavern Club. McCartney ha ricordato che il pezzo, da lui fortemente criticato, era però apprezzato dal pubblico, essendo suonato solamente dai Fab Four; il suo autore ha ricordato inoltre che Like Dreamers Do spinse il duo Lennon-McCartney a continuare la composizione dei brani. John Lennon, nel 1980, sottolineò di non essere in alcun modo implicato nella scrittura del pezzo, sebbene sia accreditato come coautore. Il sound del pezzo ricorda la musica latina, che la band interpretò nei pezzi di Bésame mucho, A Taste of Honey e Till There Was You; ciò avviene soprattutto grazie all'accompagnamento sincopato e dalle armonizzazioni vocali del ritornello. È stato notato che gli accordi dimostravano però la maturità musicale di McCartney, evoluta già a 15 anni.
Fu la prima canzone in assoluto ad essere suonata al provino per la Decca Records, e una delle tre composizioni originali; le altre due erano Love of the Loved e Hello Little Girl. Questa versione venne inclusa nell'Anthology 1 del 1995. Nel 1964, Like Dreamers Do venne ceduta al gruppo Applejacks di Birmingham; la versione di questo gruppo, prodotta da Mike Leander, l'uomo che in seguito curerà l'arrangiamento di She's Leaving Home, arrivò alla 20ª posizione delle classifiche britanniche. La band, che non era gestita da Brian Epstein e che era sotto contratto proprio con la Decca, presenta una parte di pianoforte basata su ottave molto acute e su una parte di basso elettrico molto movimentata; quest'ultimo strumento era suonato da Megan Davies, la quale poco tempo dopo si ritirò dalle scene musicali per diventare infermiera.

## Formazione
- Paul McCartney: voce, basso elettrico
- John Lennon: chitarra ritmica
- George Harrison: chitarra solista
- Pete Best: batteria[1]